# Cox Green (Wielki Manchester)
Cox Green – wieś w Anglii, w hrabstwie Wielki Manchester, blisko Bolton.